# یواس‌سی‌جی‌سی باراتاریا (دبلیوای‌وی‌پی-۳۸۱)
یواس‌سی‌جی‌سی باراتاریا (دبلیوای‌وی‌پی-۳۸۱) (به انگلیسی: USCGC Barataria (WAVP-381)) یک کشتی بود. این کشتی در سال ۱۹۴۳ ساخته شد.